# Blasa Jiménez Chaparro
Blasa Jiménez Chaparro (Alhambra, Ciudad Real, 4 de març de 1889 – Amorebieta, Biscaia, finals de 1940), més coneguda com Blasa la letrá (la Lletrada), va ser una activista política, alcaldessa republicana i presa política durant el franquisme. Va morir a la presó.
Pionera de la política espanyola en l'entorn camperol, El sobrenom de «la letrá» va sorgir perquè era de les poques dones rurals que en aquella època sabia llegir i escriure. També ajudava els seus veïns a aprendre'n.

### Trajectòria política
Amb ideals pròxims al marxisme, abans de la Guerra Civil espanyola, va formar part de la Casa del Poble d'Alhambra i va actuar d'interventora del PSOE durant les eleccions de 1936.
El 1938 va ser la màxima dirigent del Partit Comunista d'Espanya al seu poble i va ser secretària de la Ràdio Comunista d'Alhambra.
El 21 de març del mateix any, va ser nomenada consellera de la Corporació Municipal d'Alhambra per Julia Álvarez Resano, governadora civil de la província de Ciudad Real i primera dona governadora d'Espanya
El 22 d'abril va ser nomenada consellera de propaganda de l'Ajuntament d'Alhambra, regidora, dipositària dels fons municipals i representant del Comitè Local del Socors Roig Internacional, càrrec que va ocupar durant l'etapa de la guerra civil espanyola.
El 3 de juny de 1938 va ser nomenada alcaldessa d' Alhambra, convertint-se així en la primera alcaldessa de la província de Ciudad Real. Va dimitir del càrrec a la fi d'agost del mateix any.
Al març de 1939, com a rebuig a la revolta organitzada contra la Junta de Defensa de Madrid, va presentar la seva dimissió del Partit Comunista.

## Empresonament, judici i mort
Pocs dies després del final de la Guerra Civi, amb la derrota del bàndol republicà, Jiménez Chaparro va ser detinguda per les noves autoritats franquistes del poble i reclosa la presó de Villanueva de los Infantes. Durant l'estiu de 1939, va ser sotmesa a un Consell de Guerra Sumaríssim.
Les autoritats franquistes locals i el Servei d'Informació de Falange Espanyola d'Alhambra van presentar múltiples acusacions, la majoria basades en el seu activisme i militància política. El Tribunal militar, presidit pel jutge Conrado Pérez-Pedrera Palau, la va acusar «d'adhesió a la rebel·lió militar».
En aquell procés, també van acusar el seu marit i els seus fills de ser membres destacats del Partit Comunista d'Alhambra, d'haver motivat l'assassinat del cap local de la Falange i d'encoratjar les masses a cometre actes incendiaris, profanació d'imatges religioses i saqueig d'alguns habitatges del poble.
Es van presentar testimonis, fins i tot del bàndol franquista, que van afirmar que Jiménez Chaparro «no va cometre cap atropellament contra les persones de dretes» durant la seva etapa com a alcaldessa de la localitat, Julia Rodero, secretària de la Secció Femenina de FET i de les JONS d'Alhambra, i Isabel Arias, delegada d'Auxili Social de la localitat, van afirmar que «[…] Blasa va impedir costés el que costés […] que féssim treballs rudes de sega i arrencada. […] Sempre que vam recórrer a ella, va tenir amb nosaltres tota classe de consideracions».
En un primer moment, Jiménez Chaparro va ser condemnada a pena de mort, però finalment li va ser substituïda per 30 anys de presó. Va ser traslladada a la presó femenina d'Amorebieta (Biscaia), considerada una de les presons de dones més dures de la dictadura franquista.
A la presó, a part de les condicions de vida insalubres i la manca d'alimentació, va ser sotmesa a múltiples tortures, com la gota xinesa, vexacions i mutilacions. S'estima que va morir al cap d'uns deu mesos, possiblement en la pròpia presó. El seu cos mai va ser recuperat.
Durant el seu empresonament, van ser executats el seu marit, Andrés Orejón Peláez, i un dels seus fills, Severiano Orejón Jiménez. Els altres dos fills mascles també van ser empresonats.
El 2 d'octubre de 2021, Blasa Jiménez Chaparro va rebre un'homenatge de reconeixement al seu poble natal, com a primera alcaldessa del municipi.